# ラヴィン・ユー・ベイビー
「ラヴィン・ユー・ベイビー」（I Was Made For Lovin' You）は、1979年5月に発表されたキッスの楽曲。アルバム『地獄からの脱出（Dynasty）』に収録された。

## 概要
同曲はメンバーのポール・スタンレー、『地獄からの脱出』のプロデューサーに起用されたヴィニ・ポンシア、ソングライターのデズモンド・チャイルドの共作で、1970年代後半に世界中を席巻したディスコ・ブームに呼応する形で大胆なディスコ・ビートを導入。ダンサブルな16ビートのリズムにハードなギター・サウンドを乗せた楽曲である。
レコ―ディングではメンバーのピーター・クリスの代役として、アントン・フィグがドラムスを担当した。クリスは自作の1曲を除いて『地獄からの脱出』の制作には参加しておらず、アルバムのジャケットとPVへの登場だけだった。
『地獄からの脱出』から最初にシングル・カットされ、米ビルボード・シングル・チャートの11位まで上昇。ミリオン・セラーを記録し、グループにとって2番目のゴールド・シングルとなったほか、日本、ヨーロッパ、オーストラリアをはじめ世界中で大ヒットした。
キッスの楽曲としては異色作の部類に入るが、彼等は1980年代にヘヴィ・メタル路線に入った後のステージでも、同曲を微妙にアレンジを変えながら演奏し続けた。1992年に行なわれたアルバム『リヴェンジ』のツアーでのスタンレー、ジーン・シモンズ、ブルース・キューリック、エリック・シンガーによる演奏は、『アライヴ3』（1993年）に収録された。
キヤノン・EOS Kissのコマーシャルソングとして、替え歌になっている。

## カバー
- 西城秀樹のライブでの定番曲だった。1979年8月24日に後楽園球場において開催された『BIG GAME '79 HIDEKI』、1981年8月16日に後楽園球場で開催した第4回コンサート『BIG GAME'81 HIDEKI』、1983年8月6日に大阪球場で開催した第10回ファイナル・コンサート『BIG GAME'83 HIDEKI FINAL IN STADIUM CONCERT』などに収録。
- 女性アイドルデュオのWinkが1990年にリリースしたアルバム『Crescent』の中で、本曲を「悪い夢 〜I Was Made For Loving You〜」と改題して日本語詞でカバーしている。
- 2001年のオーストラリア／アメリカ映画『ムーラン・ルージュ』のメドレー形式の劇中歌「Elephant Love Medley」の中で、本曲がユアン・マクレガーとニコール・キッドマンによって歌われる。同映画のサウンドトラック盤にも収録されている。